# Cassio Audi
Cassio Elias Audi é um músico e executivo brasileiro formado em Administração de Empresas pela Pontifícia Universidade Católica de São Paulo (PUC-SP) em 1994 e MBA em Administração de Empresas pela Universidade de São Paulo (USP).

## Biografia
Na sua adolescência, Cassio foi o primeiro baterista da formação oficial da banda Viper (1985-1988), banda brasileira pioneira do heavy metal.     
A banda Viper foi uma das pioneiras do estilo heavy metal no Brasil, e não apenas isso, também uma das precursoras do power metal, estilo pelo qual o país é conhecido por ser a casa de diversas bandas primorosas deste mesmo estilo.
Nos primeiros anos de carreira, a banda era formada pelos músicos Felipe Machado, Pit Passarell e Yves Passarell, que eram vizinhos no bairro de Santa Cecília. Para os três, um dos primeiros desafios foi decidir qual seria o nome ideal para o grupo, tendo sido cogitadas opções como Dragon e Rock Migration.
Enquanto fazia as suas primeiras apresentações para o público, o grupo optou por investir grande parte do que ganhava na compra de instrumentos melhores e também na profissionalização dos seus membros. Com toda essa experiência conquistada ao longo do tempo, os músicos notaram que fazia falta um bom baterista ao Viper, sendo esse o fator que levou a junção de Cassio Audi à formação original da banda.
No ano de 1984, o grupo já possuía fãs e uma carreira em ascensão devido ao fato de ter participado de alguns festivais de novos talentos, nos quais conquistou inclusive boas colocações. Felipe Machado, posteriormente, em entrevista afirmou que, já como Viper, fizeram dois shows no final de 1984 com Pit nos vocais.  Nessa mesma época (03 de janeiro de 1985), o vocalista Andre Matos também foi convidado a se unir aos músicos Pit Passarell, Cassio Audi, Yves Passarell e Felipe Machado, o que representou uma nova fase para a banda.
Com esses integrantes, o Viper firmou seu primeiro contrato com a Rock Brigade, o que foi importantíssimo para que o grupo produzisse o seu primeiro trabalho de estúdio, chamado Soldiers of Sunrise. Pouco tempo após o lançamento da demo The Killera Sword, veio um dos principais sucessos da banda e um dos dois discos mais icônicos da mesma, o Soldiers of Sunrise, lançado em 1987. Esse álbum foi tão aclamado por crítica e público que deu o título de Iron Maiden brasileiro.  álbum conquistou o público com músicas como “Knights of Destruction” e “Signs of the Night”, as quais se destacaram por seu ritmo interessante e letras que prendiam o público que é fã do heavy metal.
Na canção que dá o título a esse trabalho, “Soldiers of Sunrise”, o que mais chamou a atenção foram as variações musicais, que demonstram uma evolução surpreendente, com destaque para a bateria de Cassio Audi, que lidera o ritmo contagiante da música. Assim, o primeiro trabalho de estúdio da banda obteve um sucesso comercial acima do imaginado e projetou a banda em outras partes do globo. Isso ainda influenciou o Viper a assinar com a Eldorado, uma gravadora maior e mais influente.
Theatre of Fate, segundo disco da banda, veio pouco tempo depois, mudando levemente o som da banda para algo mais melódico, iniciando o estilo power metal na banda. Em ambos os discos, Cassio Audi teve a participação nas gravações, embora tenha saído da banda após o segundo álbum de estúdio.  Para ocupar o lugar de Cassio na bateria, entrou um amigo de todos do grupo, Valdério Santos. Nas gravações do Theater, o produtor Rowland [Roy M. Rowland], pegou no pé de Valdério, dizia que ele não era bom o bastante, então ficou combinado que seria contratado outro baterista para gravar o disco e Valdério seguiria na turnê. O baterista contratado foi Sérgio Facci, do Vodu. Voltando à 1989, Valdério acabou não seguindo na banda e Guilherme Martin foi convidado a ingressar no Viper. Guilherme realizou a Fate on Tour
Com fãs no Brasil e no mundo, especialmente na Ásia e no Japão, a banda chegou a fazer diversos shows no exterior. Entre os admiradores japoneses, o Viper superou metas importantes e vendeu mais cópias do que grupos consagrados, como o Nirvana. Esses fatores fizeram com que Andre Matos, Cassio Audi, Felipe Machado, Yves Passarell e Pit Passarell se estabelecessem entre os grandes símbolos do heavy metal no país, sendo muito lembrados até os dias de hoje pelo público.
Em retrospectiva, o imenso prestígio da banda foi uma consequência da união de talentos únicos, que em conjunto criaram músicas cheias de personalidade, inclusive popularizando esse estilo musical no país. Como destaque especial, a bateria de Cassio Audi e a guitarra de Yves Passarell são considerados os pontos altos que contribuíram para a enorme projeção do Viper no Brasil e no mundo.
Sobre a sua participação na gravação do LP Theater of Fate, Sérgio Facci disse: "O Viper sempre foi uma banda irmã do Vodu. Ensaiávamos juntos, éramos da mesma gravadora (Rock Brigade), fazíamos alguns shows juntos, e quando eles foram gravar, o produtor da banda alugou minha bateria. Quando fui montar a bateria no estúdio, o convite surgiu para que eu fizesse a gravação. Aceitei o desafio e me orgulho muito do LP/CD ter chegado aonde chegou."
O músico Marcos Kleine (desde 2009 integrante da banda brasileira Ultraje a Rigor), em entrevista ao Wikimetal em 2013, foi questionado se ele chegou a tocar bateria no Viper. Marcos respondeu: "Então… eu fui baterista sim, pouco tempo porque eu não tinha bateria né?" E explicou que ele, Andre Matos e Cassio Audi tinham uma banda chamada Kiss Army.  "É, ele (Cassio) era o mentor desse Kiss Army, mas o Cassio ficava pra mim quando eu comecei a tocar com o Viper, mas era uma coisa bem tosca, ele falava “sai fora meu, isso aí não vai rolar legal”. Aí moleque, eu falei “é, não tenho batera”, ai fez a cabeça, eu saí e depois de uma semana ele entrou. Legal né?"
Cassio Audi, por sua vez, se tornou empresário, não mais atuando no ramo da música, ao menos não profissionalmente, mas com certeza deixou um grande legado para a música nacional.<ref>«O legado ao Viper e ao metal nacional proporcionado por Cassio Audi – Canal Direto» (em inglês). Consultado em 12 de abril de 2020